# Корениченское сельское поселение
Корениченское се́льское поселе́ние — упразднённое в 2012 году муниципальное образование Старицкого района Тверской области.
Корениченское сельское поселение было образовано в соответствии с законом Тверской области от 28 февраля 2005 г. № 48-ЗО. Включило в себя территории Корениченского и Мартьяновского сельских округов.
Административный центр — деревня Кореничено.
Законом Тверской области от 28 мая 2012 года № 31-ЗО, Старицкое сельское поселение, Красновское сельское поселение и Корениченское сельское поселение преобразованы в Сельское поселение «станция Старица», с административным центром в населённом пункте станция Старица.

## Географические данные
- Общая площадь: 152,2 км²
- Нахождение: южная часть Старицкого района.
- Граничит:
  - на севере — со Старицким СП и Паньковским СП,
  - на востоке — с Ново-Ямским СП,
  - на юге — с Зубцовским районом, Столипинское СП,
  - на западе — с Ржевским районом, СП Успенское.

Главная автодорога — «Тверь—Ржев».

## Население
По переписи 2002 года — 482 человека (318 Корениченский и 164 Мартьяновский сельские округа), на 01.01.2008 — 441 человек.

Национальный состав: русские.

## Населенные пункты
На территории поселения находятся следующие населённые пункты:
| №  | Тип нп | Название         | Население (2008 год) |
| -- | ------ | ---------------- | -------------------- |
| 1  | дер.   | Абакумово        | 0                    |
| 2  | дер.   | Кореничено       | 230                  |
| 3  | дер.   | Лединниково      | 0                    |
| 4  | дер.   | Молоково         | 16                   |
| 5  | дер.   | Неклюдово        | 21                   |
| 6  | дер.   | Новоселье        | 5                    |
| 7  | дер.   | Стегнишино       | 12                   |
| 8  | дер.   | Старое Теличино  | 3                    |
| 9  | дер.   | Федурново        | 8                    |
| 10 | дер.   | Богоявленье      | 5                    |
| 11 | дер.   | Болдырево        | 2                    |
| 12 | дер.   | Боровая          | 2                    |
| 13 | дер.   | Борыково         | 1                    |
| 14 | дер.   | Коробово         | 2                    |
| 15 | дер.   | Ломово           | 4                    |
| 16 | дер.   | Мартьяново       | 111                  |
| 17 | дер.   | Подол            | 6                    |
| 18 | дер.   | Савельево        | 1                    |
| 19 | дер.   | Севостьяново     | 8                    |
| 20 | дер.   | Спасское         | 2                    |
| 21 | дер.   | Данилова Слобода | 0                    |
| 22 | дер.   | Фатьяново        | 2                    |

### Бывшие населенные пункты
На территории поселения исчезли деревни Александровка, Вишенки, Гостемирово, Каледино, Лукшино, Нащёкино, Пеньи, Путятино, Семёново, Сергино, Черепково; хутора Абакумовский, Находня, Корытцы и другие.

## История
В XIX — начале XX века деревни поселения относились к Прасковьинской волости Старицкого уезда и Иружской волости Зубцовского уезда Тверской губернии.

## Известные люди
В ныне не существующей деревне Лукшино родился адмирал, Герой Советского Союза Филипп Сергеевич Октябрьский (Иванов).

 В ныне не существующей деревне Александровка родился Герой Советского Союза Михаил Яковлевич Васильев.

 В деревне Борыково родился Герой Советского Союза Иван Николаевич Тюленев.